# Билли Бадд
«Билли Бадд, фор-марсовый матрос» (англ. Billy Budd, Foretopman) — повесть американского писателя Германа Мелвилла, написанная незадолго до его смерти в 1891 году и ставшая его последним произведением. Осталась не отделанной начисто, была опубликована в 1924 году. На её основе созданы одноимённая опера Бенджамина Бриттена (1951) и художественный фильм Питера Устинова (1962).

## Сюжет
Действие повести происходит на борту американского военного корабля «Неустрашимый» в 1797 году. Каптенармус Клэггарт ложно обвиняет молодого матроса Билли Бадда, любимца команды, в подстрекательстве к бунту, тот в приступе ярости убивает его. Капитан Вир сочувствует Бадду и понимает, что тот действовал неумышленно, но во имя дисциплины всё же выносит смертный приговор. Стоя с верёвкой на шее, матрос кричит: «Да благословит Господь капитана Вира!».
Как и в других произведениях Мелвилла, в «Билли Бадде» описания событий перемежаются отступлениями на философские и исторические темы. Автор явно критично настроен по отношению к флотским порядкам.

## Публикация и варианты текста
Герман Мелвилл писал «Билли Бадда» в самом конце жизни, до своей смерти в 1891 году. Работа над повестью продолжалась около трёх лет и не была доведена до конца. Вдова писателя попыталась отредактировать текст, чтобы подготовить его к публикации, но потерпела неудачу. 
В августе 1918 года Рэймонд М. Уивер, профессор Колумбийского университета, собиравший материал для первой биографии Мелвилла, нанёс визит его внучке Элеоноре Мелвилл Меткалф в её доме в Саут-Ориндже (Нью-Джерси). Он получил доступ к семейному архиву и с удивлением обнаружил там объёмную рукопись повести, о которой прежде ничего не было известно. Уивер подготовил первое издание текста в составе XIII тома полного собрания сочинений Мелвилла (1924); в 1928 году он опубликовал «Билли Бадда» в другой редакции, незначительно отличавшейся от первой.
Ф. Бэррон Фримен в 1948 году издал альтернативный вариант текста, который считал более близким к авторскому. В 1962 году Харрисон Хейфорд и Мертон М. Силтс-младший после нескольких лет работы создали то, что сейчас считается каноническим текстом «Билли Бадда». Большинство изданий, вышедших с тех пор, восходят именно к нему. В 2017 году вышла исправленная версия этого издания.

## Оценки и адаптации
Первые оценки повести были скорее скептическими из-за плохого состояния рукописного текста, в котором не сразу удалось увидеть некорректные правки вдовы автора. После очистки авторского текста от наслоений многие литературоведы расценили повесть как шедевр, поставив её в один ряд с «Моби Диком». Томас Манн заявил, что это «одна из самых прекрасных историй на свете». Многие интерпретации рубежа XX и XXI веков направлены на выявление гомосоциального и гомосексуального подтекста изображённых в повести событий.
В 1948 году композитор Джорджо Фредерико Гедини написал по мотивам «Билли Бадда» одноимённую оперу. В 1951 году Бенджамин Бриттен создал на тот же сюжет ещё одну оперу, которая обрела заметно большую популярность).
В 1962 году повесть была экранизирована Питером Устиновым, главную роль в фильме сыграл Теренс Стэмп. «Билли Баддом» вдохновлён художественный фильм французского режиссёра Клер Дени «Красивая работа» (1999).